# Fussball Club Concordia Basel 2008-2009
Questa voce raccoglie le informazioni riguardanti il Fussball Club Concordia Basel nelle competizioni ufficiali della stagione 2008-2009.

## Stagione
Nella stagione 2008-2009 il Concordia Basilea, allenato da Michael Kohler, concluse il campionato di Challenge League all'8º posto. In Coppa Svizzera il Concordia Basilea fu eliminato ai quarti di finale dal Lucerna.

## Rosa
| N. |                               | Ruolo | Calciatore       |
| -- | ----------------------------- | ----- | ---------------- |
| 1  | Svizzera (bandiera)           | P     | David Da Costa   |
| 2  | Corea del Nord (bandiera)     | D     | Pak Chol-ryong   |
| 3  | Brasile (bandiera)            | C     | Willian          |
| 4  | Svizzera (bandiera)           | D     | Peter Wiki       |
| 5  | Svizzera (bandiera)           | D     | Patrik Baumann   |
| 6  | Svizzera (bandiera)           | D     | Dominik Ritter   |
| 7  | Brasile (bandiera)            | C     | Fabio Kolling    |
| 8  | Svizzera (bandiera)           | C     | Nikolaj Gavrić   |
| 9  | Svizzera (bandiera)           | A     | Rainer Bieli     |
| 10 | Macedonia del Nord (bandiera) | C     | Muhamed Demiri   |
| 11 | Svizzera (bandiera)           | C     | Marco Mathys     |
| 12 | Corea del Nord (bandiera)     | C     | Kim Kuk-jin      |
| 13 | Svizzera (bandiera)           | D     | Rafael Schweizer |
| 15 | Svizzera (bandiera)           | A     | Stefan Todorovic |

| N. |                      | Ruolo | Calciatore              |
| -- | -------------------- | ----- | ----------------------- |
| 16 | Camerun (bandiera)   | D     | Jean-Pierre Tcheutchoua |
| 17 | Svizzera (bandiera)  | A     | Giuseppe Morello        |
| 18 | Francia (bandiera)   | P     | Franck Grasseler        |
| 19 | Svizzera (bandiera)  | A     | André Muff              |
| 20 | Svizzera (bandiera)  | D     | Oliver Maric            |
| 21 | Svizzera (bandiera)  | C     | Nico Thüring            |
| 22 | Francia (bandiera)   | D     | Loan Boumelaha          |
| 23 | Svizzera (bandiera)  | C     | Pascal Schürpf          |
| 24 | Svizzera (bandiera)  | C     | Samet Gündüz            |
| 30 | Svizzera (bandiera)  | P     | Rafael Szucs            |
|    | Svizzera (bandiera)  | P     | Steven Oberle           |
|    | Svizzera (bandiera)  | D     | Luca Guarda             |
|    | Singapore (bandiera) | D     | David Low               |
|    | Svizzera (bandiera)  | C     | Manuel Lack             |

## Organigramma societario
Area tecnica
- Allenatore: Michael Kohler
- Allenatore in seconda:
- Preparatore dei portieri:
- Preparatori atletici:

## Calciomercato

### Sessione estiva
| Acquisti | Acquisti                | Acquisti        | Acquisti |
| R.       | Nome                    | da              | Modalità |
| -------- | ----------------------- | --------------- | -------- |
| P        | Alain Portmann          | Thun            |          |
| P        | David Da Costa          | Chiasso         |          |
| P        | Daniel Hofer            | Laufen          |          |
| C        | Kim Kuk-jin             | Pyongyang       |          |
| C        | Vladimir Peralta        | Grasshoppers II |          |
| D        | Dominik Ritter          | Basilea         |          |
| D        | Jean-Pierre Tcheutchoua | Gossau          |          |
| D        | Peter Wiki              | Zurigo II       |          |

| Cessioni | Cessioni        | Cessioni         | Cessioni |
| R.       | Nome            | a                | Modalità |
| -------- | --------------- | ---------------- | -------- |
| D        | Cyrill Gloor    | Old Boys Basilea |          |
| C        | Simone Grippo   | Chievo           |          |
| P        | Riccardo Meili  | Paniōnios        |          |
| C        | Michel Sprunger | Winterthur       |          |
| P        | Beat Weber      | Delémont         |          |

### Sessione invernale
| Acquisti | Acquisti       | Acquisti    | Acquisti |
| R.       | Nome           | da          | Modalità |
| -------- | -------------- | ----------- | -------- |
| D        | Loan Boumelaha | Basilea II  |          |
| C        | Samet Gündüz   | Wil         |          |
| D        | David Low      | Offenburger |          |
| C        | Pascal Schürpf | Basilea     |          |
| P        | Sascha Studer  | Aarau       |          |
| P        | Steven Oberle  | Basilea U16 |          |

| Cessioni | Cessioni         | Cessioni         | Cessioni |
| R.       | Nome             | a                | Modalità |
| -------- | ---------------- | ---------------- | -------- |
| P        | Alain Portmann   | Breitenrain      |          |
| C        | Vladimir Peralta | Old Boys Basilea |          |
| P        | Sascha Studer    | Aarau            |          |

## Risultati

### Challenge League

#### andata
| Arbitro: | Bieri |

|                            |           |  |
| Muntwiler 17’ Costanzo 84’ | Marcatori |  |

| Arbitro: | Devouge |

|                             |           |                       |
| Kolling 9’ Maric 65’ (rig.) | Marcatori | 25’ Gourmi 63’ Carlos |

| Arbitro: | Carrell |

|              |           |           |
| Sheholli 90’ | Marcatori | 68’ Bieli |

| Arbitro: | Schneider |

|                         |           |  |
| Peralta 71’ Thüring 78’ | Marcatori |  |

| Ginevra 24 agosto 2008, ore 16:00 CEST 5ª giornata | Servette | 0 – 0 referto | Concordia Basilea | Stade de Genève (1 475 spett.)\| Arbitro: \| Speranda \| |
| Arbitro:                                           | Speranda |               |                   |                                                          |

| Arbitro: | Graf |

|            |           |                               |
| Mathys 72’ | Marcatori | 23’ Galli 32’ Rama 48’ Blumer |

| Arbitro: | Wermelinger |

|  |           |           |
|  | Marcatori | 84’ Bieli |

| Nyon 27 settembre 2008, ore 17:30 CEST 8ª giornata | Stade Nyonnais | 0 – 0 referto | Concordia Basilea | Centre sportif de Colovray (465 spett.)\| Arbitro: \| Studer \| |
| Arbitro:                                           | Studer         |               |                   |                                                                 |

| Arbitro: | Laperrière |

|                           |           |                        |
| Morello 16’, 60’ Muff 38’ | Marcatori | 40’ Schultz 86’ Idrizi |

| Arbitro: | Winter |

|  |           |                                              |
|  | Marcatori | 14’ Raimondi 24’ Doudin 75’ Elia 90’ Bouamri |

| Arbitro: | Carrell |

|                        |           |  |
| Lezcano 55’ Gündüz 90’ | Marcatori |  |

| Arbitro: | Bieri |

|                                  |           |                      |
| Bieli 13’ Mathys 48’ Morello 86’ | Marcatori | 63’ (rig.) Boughanem |

| Arbitro: | Petignat |

|                      |           |  |
| Silva 45’ Renfer 53’ | Marcatori |  |

| Arbitro: | Grossen |

|                                    |           |                             |
| Schweizer 26’ Bieli 32’ Gavrić 45’ | Marcatori | 69’, 79’ Sprunger 89’ Zuffi |

| Arbitro: | Gremaud |

|                        |           |                                       |
| Schlauri 37’ Ademi 90’ | Marcatori | 41’, 53’ (rig.), 79’ Bieli 82’ Gavric |

#### ritorno
| Arbitro: | Klossner |

|           |           |           |
| Pepsi 26’ | Marcatori | 48’ Bieli |

| Arbitro: | Bertolini |

|                  |           |                  |
| Maric 47’ (rig.) | Marcatori | 87’ (rig.) Madou |

| Arbitro: | Studer |

|                                       |           |             |
| Osella 36’ Bilandzija 38’ Pollini 60’ | Marcatori | 49’ Morello |

| Arbitro: | Rogalla |

|                                       |           |                |
| Bieli 15’ (rig.), 81’ Tcheutchoua 45’ | Marcatori | 25’ Vitkieviez |

| Arbitro: | Busacca |

|             |           |  |
| Calapes 51’ | Marcatori |  |

| Arbitro: | Graf |

|                       |           |            |
| Bieli 30’ Morello 79’ | Marcatori | 75’ Mišura |

| Arbitro: | Gremaud |

|                       |           |           |
| Bieli 65’ Thüring 66’ | Marcatori | 11’ Sousa |

| Arbitro: | Devouge |

|                        |           |                  |
| Omofefe 52’ Mamone 58’ | Marcatori | 17’ (rig.) Bieli |

| Arbitro: | Gut |

|                        |           |            |
| Bouamri 12’ Doudin 68’ | Marcatori | 35’ Mathys |

| Arbitro: | Amhof |

|                                  |           |                                    |
| Muff 33’ Thüring 56’ Schürpf 59’ | Marcatori | 4’, 64’, 88’ Silvio 51’ Grossklaus |

| Arbitro: | Laperrière |

|                 |           |                               |
| Pasche 53’, 62’ | Marcatori | 12’ Bieli 27’ Kim 37’ Schürpf |

| Arbitro: | Klossner |

|                       |           |                                       |
| Maric 32’, 61’ (rig.) | Marcatori | 7’ (aut.) Bieli 63’ (rig.), 71’ Silva |

| Arbitro: | Speranda |

|  |           |             |
|  | Marcatori | 71’ Merenda |

| Arbitro: | Poma |

|                                              |           |                                                |
| Barlecaj 47’ Senn 66’ Lüscher 70’ Uzelac 90’ | Marcatori | 22’, 43’ Schürpf 30’ Thüring 53’ Bieli 88’ Kim |

| Arbitro: | Wermelinger |

|                                         |           |  |
| Schürpf 42’ N'Ganga 90’ (aut.) Muff 90’ | Marcatori |  |

### Coppa Svizzera
| 20 settembre 2008, ore 18:00 CEST Primo turno | Liestal | 0 – 3 | Concordia Basilea |  |

| 18 ottobre 2008, ore 17:30 CEST Secondo turno | Concordia Basilea | 3 – 1 | Servette |  |

| 22 novembre 2008, ore 17:30 CET Ottavi di finale | Concordia Basilea | 4 – 0 | Neuchâtel Xamax |  |

| 18 marzo 2009, ore 19:30 CET Quarti di finale | Concordia Basilea | 0 – 2 | Lucerna |  |

## Statistiche

### Statistiche di squadra
| Competizione     | Punti | In casa | In casa | In casa | In casa | In casa | In casa | In trasferta | In trasferta | In trasferta | In trasferta | In trasferta | In trasferta | Totale | Totale | Totale | Totale | Totale | Totale | DR |
| Competizione     | Punti | G       | V       | N       | P       | Gf      | Gs      | G            | V            | N            | P            | Gf           | Gs           | G      | V      | N      | P      | Gf     | Gs     | DR |
| ---------------- | ----- | ------- | ------- | ------- | ------- | ------- | ------- | ------------ | ------------ | ------------ | ------------ | ------------ | ------------ | ------ | ------ | ------ | ------ | ------ | ------ | -- |
| Challenge League | 40    | 15      | 7       | 3       | 5       | 30      | 27      | 15           | 4            | 4            | 7            | 18           | 24           | 30     | 11     | 7      | 12     | 48     | 51     | -3 |
| Coppa Svizzera   | -     | 3       | 2       | 0       | 1       | 7       | 3       | 1            | 1            | 0            | 0            | 3            | 0            | 4      | 3      | 0      | 1      | 10     | 3      | +7 |
| Totale           | 40    | 18      | 9       | 3       | 6       | 37      | 30      | 16           | 5            | 4            | 7            | 21           | 24           | 34     | 14     | 7      | 13     | 58     | 54     | +4 |

### Andamento in campionato
| Giornata  | 1  | 2  | 3  | 4 | 5  | 6  | 7  | 8  | 9 | 10 | 11 | 12 | 13 | 14 | 15 | 16 | 17 | 18 | 19 | 20 | 21 | 22 | 23 | 24 | 25 | 26 | 27 | 28 | 29 | 30 |
| --------- | -- | -- | -- | - | -- | -- | -- | -- | - | -- | -- | -- | -- | -- | -- | -- | -- | -- | -- | -- | -- | -- | -- | -- | -- | -- | -- | -- | -- | -- |
| Luogo     | T  | C  | T  | C | T  | C  | T  | T  | C | C  | T  | C  | T  | C  | T  | T  | C  | T  | C  | T  | C  | C  | T  | T  | C  | T  | C  | C  | T  | C  |
| Risultato | P  | N  | N  | V | N  | P  | V  | N  | V | P  | P  | V  | P  | N  | V  | N  | N  | P  | V  | P  | V  | V  | P  | P  | P  | V  | P  | P  | V  | V  |
| Posizione | 10 | 11 | 12 | 9 | 10 | 11 | 10 | 10 | 9 | 11 | 11 | 11 | 11 | 10 | 7  | 7  | 8  | 9  | 9  | 9  | 8  | 7  | 8  | 8  | 10 | 7  | 7  | 9  | 8  | 8  |

Legenda:

Luogo: C = Casa; T = Trasferta. Risultato: V = Vittoria; N = Pareggio; P = Sconfitta.

### Statistiche dei giocatori
| P. Baumann     | 23 | 0  | 7  | 0 |
| R. Bieli       | 30 | 15 | 3  | 0 |
| L. Boumelaha   | 10 | 0  | 1  | 0 |
| D. Costa       | 17 | 0  | 3  | 0 |
| M. Demiri      | 10 | 0  | 2  | 0 |
| A. Gavric      | 7  | 1  | 1  | 0 |
| N. Gavrić      | 19 | 1  | 6  | 0 |
| F. Grasseler   | 4  | 0  | 0  | 0 |
| L. Guarda      | 0  | 0  | 0  | 0 |
| S. Gündüz      | 11 | 0  | 2  | 0 |
| D. Hofer       | 1  | 0  | 0  | 0 |
| K. Kim         | 20 | 2  | 1  | 0 |
| F. Kolling     | 21 | 1  | 1  | 0 |
| M. Lack        | 0  | 0  | 0  | 0 |
| D. Low         | 0  | 0  | 0  | 0 |
| O. Maric       | 30 | 4  | 4  | 0 |
| M. Mathys      | 28 | 3  | 3  | 0 |
| G. Morello     | 22 | 5  | 4  | 0 |
| A. Muff        | 17 | 3  | 3  | 2 |
| S. Oberle      | 0  | 0  | 0  | 0 |
| C. Pak         | 3  | 0  | 0  | 0 |
| V. Peralta     | 8  | 1  | 1  | 0 |
| A. Portmann    | 9  | 0  | 2  | 1 |
| D. Ritter      | 17 | 0  | 2  | 1 |
| R. Schweizer   | 16 | 1  | 2  | 0 |
| P. Schürpf     | 14 | 5  | 0  | 0 |
| S. Studer      | 1  | 0  | 0  | 0 |
| R. Szucs       | 0  | 0  | 0  | 0 |
| J. Tcheutchoua | 20 | 1  | 3  | 1 |
| N. Thüring     | 20 | 4  | 0  | 1 |
| S. Todorovic   | 2  | 0  | 0  | 0 |
| P. Wiki        | 11 | 0  | 1  | 0 |
| W. Willian     | 26 | 0  | 10 | 0 |